# Das Korn

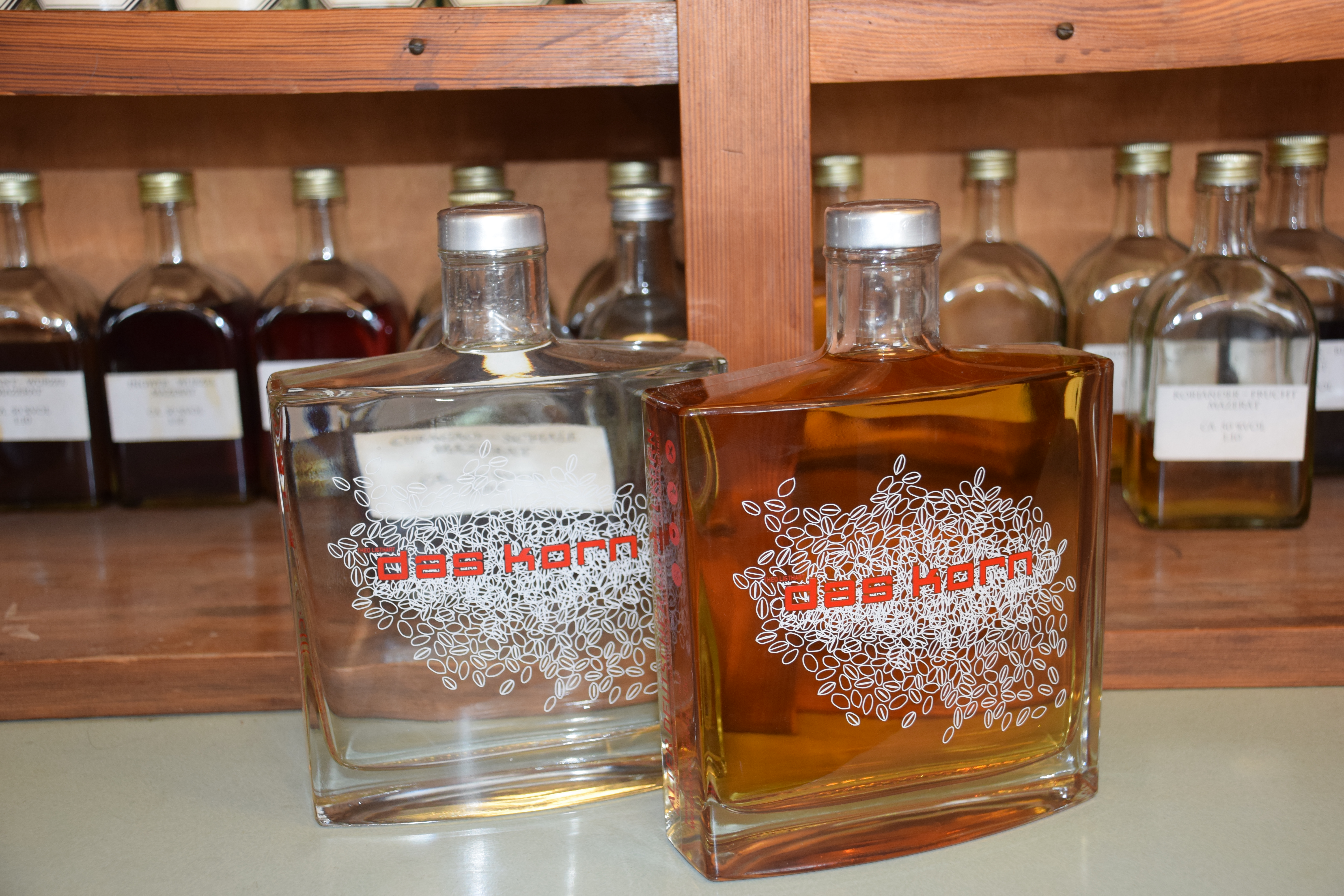

Das Korn ist ein 2008 begonnenes Kunstprojekt von Theo Ligthart in Kooperation mit der
Preussischen Spirituosen Manufaktur und der Gutsbrennerei im brandenburgischen Sellendorf. Es ist ein qualitativ hochwertiger Kornbrand, der in der ursprünglichen Version sechs Monate in Steingutfässern reift.
Zusätzlich gibt es seit 2015  eine Variante aus fünf Jahre lang in Weißburgunder-, Chardonnay- und Süßwein-Fässern, sowie getoasteten Fässern aus Spessart-Eiche gelagertem Korn. Das Ergebnis kann auch als Whisky bezeichnet werden.
Die Flaschen für Das Korn werden von dem französischen Glasveredler Saverglass hergestellt.

## Ausstellungen
2009 wurde Das Korn von der Galerie Thomas Schulte auf der Armory Show in New York präsentiert und im selben Jahr während des Art Forum Berlin als Ausstellung realisiert.

## Auszeichnungen
Der alte deutsche Doppelkorn Das Korn wurde 2009 für den Mixology Bar Award „Spirit of the Year“ nominiert.